# Сара Вагенкнехт
Сара Ваґенкнехт (нім. Sahra Wagenknecht; нар. 16 липня 1969, Єна, НДР) — німецька політична діячка, доктор економічних наук, журналістка, член Лівої партії Німеччини (ЛПН). З липня 2004 року до липня 2009 року — депутат Європарламенту від фракції ЕОЛ/ЛЗС. З вересня 2009 року — депутатка Бундестагу, де з 2011 року вона виконувала обов’язки заступниці голови лівої фракції. З 2010 до 2014 року Ваґенкнехт — заступниця голови партії. 13 жовтня 2015 року Ваґенкнехт і Дітмар Барч замінили тодішнього виконувача обов'язків голови групи Ґреґора Ґізі, таким чином, до 2017 року політична діячка була головою опозиції.
Відома своїми проросійськими та євроскептичними поглядами.

## Біографія

### Дитинство та юність
Сара Ваґенкнехт народилася 16 липня 1969 року в Єні. Мати — німкеня. Батько — іранець, який навчався у Західному Берліні і мав можливість відвідувати її матір, яка проживала тоді в НДР, отримуючи одноденні візи. Мати працювала в держорганізації. Сара росла спочатку в селі поблизу Єни у бабусі та дідуся, а з початком навчання у 1976 році переїхала з матір'ю в Східний Берлін.
Під час навчання у гімназії вступила в Союз вільної німецької молоді. У 1988 році закінчила гімназію. Одного разу, під час обов'язкових у НДР занять з військової підготовки, відмовилася приймати їжу, що було сприйнято як голодування. Була взята «на примітку» владою. Незважаючи на це, у березні 1989 року вступила в ряди СЄПН, щоб «оновити систему зсередини».

### Освіта
З 1990 року почала вивчати німецьку філософію і літературу в Єнському університеті та Берлінському університеті імені Гумбольдта. Через деякий час кинула навчання у Берліні. Перевелася у Гронінгенський університет (Нідерланди). У 1996 році успішно закінчила його, захистивши звання магістра. Дипломна робота, присвячена інтерпретації раціоналізму молодим Карлом Марксом, була видана окремою книгою «Vom Kopf auf die Füße? Zur Hegelrezeption des jungen Marx, oder: Das Problem einer dialektisch-materialistischen Wissenschaftsmethode» (укр. «З голови на ноги? До сприйняття Гегеля молодим Марксом, або: Проблема діалектико-матеріалістичного наукового методу»).
У 2005 році приступила до роботи над дисертацією за темою «The Limits of Choice. Saving Decisions and Basic Needs in Developed Countries» («Межі вибору. Рятівні рішення та основні потреби в розвинених країнах»), яку успішно захистила у 2012 році, ставши доктором природознавства. Докторська робота була також видана окремою книгою у 2013 році.

## Політична кар'єра

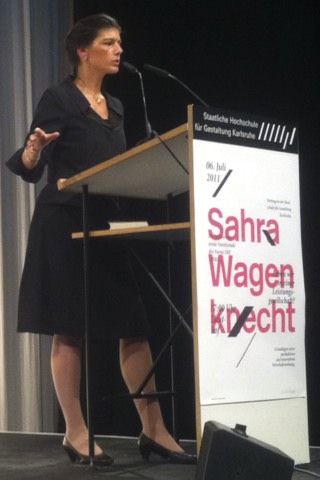
С. Вагенкнехт на своїй лекції «Живемо ми в мерітократії?».
Карлсруе, липень 2011

На початку 1989 року вступила в Соціалістичну єдину партію Німеччини (СЄПН). Після перетворення СЄПН у Партію демократичного соціалізму (ПДС) у 1991 році була обрана в Національний комітет цієї партії, приєдналася до її ортодоксальної марксистської фракції — Комуністичної платформи.
На федеральних виборах 1998 року висувалася кандидаткою НДС у Дортмунді.
На європейських виборах 1999 року була обрана представницею НДС у Європейському парламенті, в якому була членкинею Комітету з економічних та монетарних справ, а також членкинею Європейсько-латиноамериканської асамблеї.
З об'єднанням НДС із партією «Праця і соціальна справедливість — Виборча альтернатива» й утворенням у 2007 році Лівої партії почала боротися за посаду віцеголови цієї партії, але спочатку зазнала невдачі через симпатії до колишньої НДР — її відмовилися підтримати партійні лідери Лотар Біскі і Грегор Гізі. На федеральних виборах 2009 року перемогла в Північному Рейні—Вестфалії. Будучи депутаткою Бундестагу, стала представницею ЛПН з економічної політики. 15 травня 2010 року Сару Ваґенкнехт було обрано віцеголовою ЛПН (75,3 % голосів), а 8 листопада 2011 року першою віце-головою ЛПН (61,8 % голосів).
З серпня 2012 року — працює в редакції газети «Neues Deutschland».
У Лівій партії Сара Ваґенкнехт просуває антикапіталістичний порядок і критикує діяльність партії у складі земельних коаліційних урядів. Вона підтримує ліві уряди Латинської Америки і є спікеркою мережі солідарності з режимом Ніколаса Мадуро у Венесуелі «Venezuela Avanza».
4 вересня 2018 року в Берліні Сара Ваґенкнехт представила новий політичний рух лівого спрямування «Вставайте» (нім. Aufstehen). Основною ціллю руху «Вставайте» залучити німецьких виборців лівих поглядів, які розчаровані традиційними партіями. Однак, керівники таких традиційних партій як Ліві, СДПН та Зелені ставляться до руху з пересторогою, намагаючись уникнути розколу у таборі лівих.
У березні 2023 року, на тлі чуток про можливе заснування її власної партії, заявила, що виключає можливість висування від «Лівих» на наступних федеральних виборах.
У січні 2024 року, колишня членкиня Лівої партії Німеччини Сара Вагенкнехт, разом із соратниками оголосила про створення власного політичного проєкту – «Альянсу Сари Вагенкнехт».

## Позиція щодо України
Сара послідовно підтримувала російське вторгнення в Україну, закликаючи до припинення санкцій та військової допомоги Україні.
У вересні 2022, коли «Ліві» проголосували за санкції проти Росії після російського вторгнення в Україну, Ваґенкнехт виголосила промову, у якій розкритикувала санкції. Під час промови їй аплодувало керівництво «Лівих» та ультраправа партія «Альтернатива для Німеччини»; після промови пішли у відставку двоє високопоставлених членів «Лівих».
25 лютого 2023 року, слідом за акцією солідарності з Україною до річниці російського вторгнення разом із журналісткою та феміністкою Аліс Шварцер організувала «Повстання заради миру» проти постачання Україні озброєння та за переговори між Росією та Україною. За два тижні до цього Ваґенкнехт та Шварцер опублікували «Маніфест миру», заявивши, що вони хочуть бачити «переговори та компроміси» з обох сторін конфлікту в Україні, щоб запобігти його переростанню в можливу ядерну війну. Протести та маніфест розкритикував німецький уряд, партії та політики, серед яких канцлер Олаф Шольц та віцеканцлер Роберт Габек.
У червні 2024 року вона була серед політиків що закликали погодитися на пропозиції перемирʼя російського диктатора, згідно з якими Україна повинна піти на територіальні поступки. У серпні Сара заявила про плани добиватися зняття ембарго на нафту з РФ. Вона заявила що хоче добитись того, щоб на нафтопереробний завод у Шведті знову постачали російську нафту, якщо вона візьме участь в уряді Бранденбургу. Дотримання нафтового ембарго, на думку політикині, це «дурна політика коштом Бранденбурга і всієї країни».
Після виборів у земельні парламенти партія Сари Вагенкнехт стала просувати вимоги Путіна як умову для вступу з нею в коаліцію, серед яких: припинення постачання зброї Україні, «мирні переговори» на умовах РФ та жодних ракет США на території Німеччини.

## Особисте життя

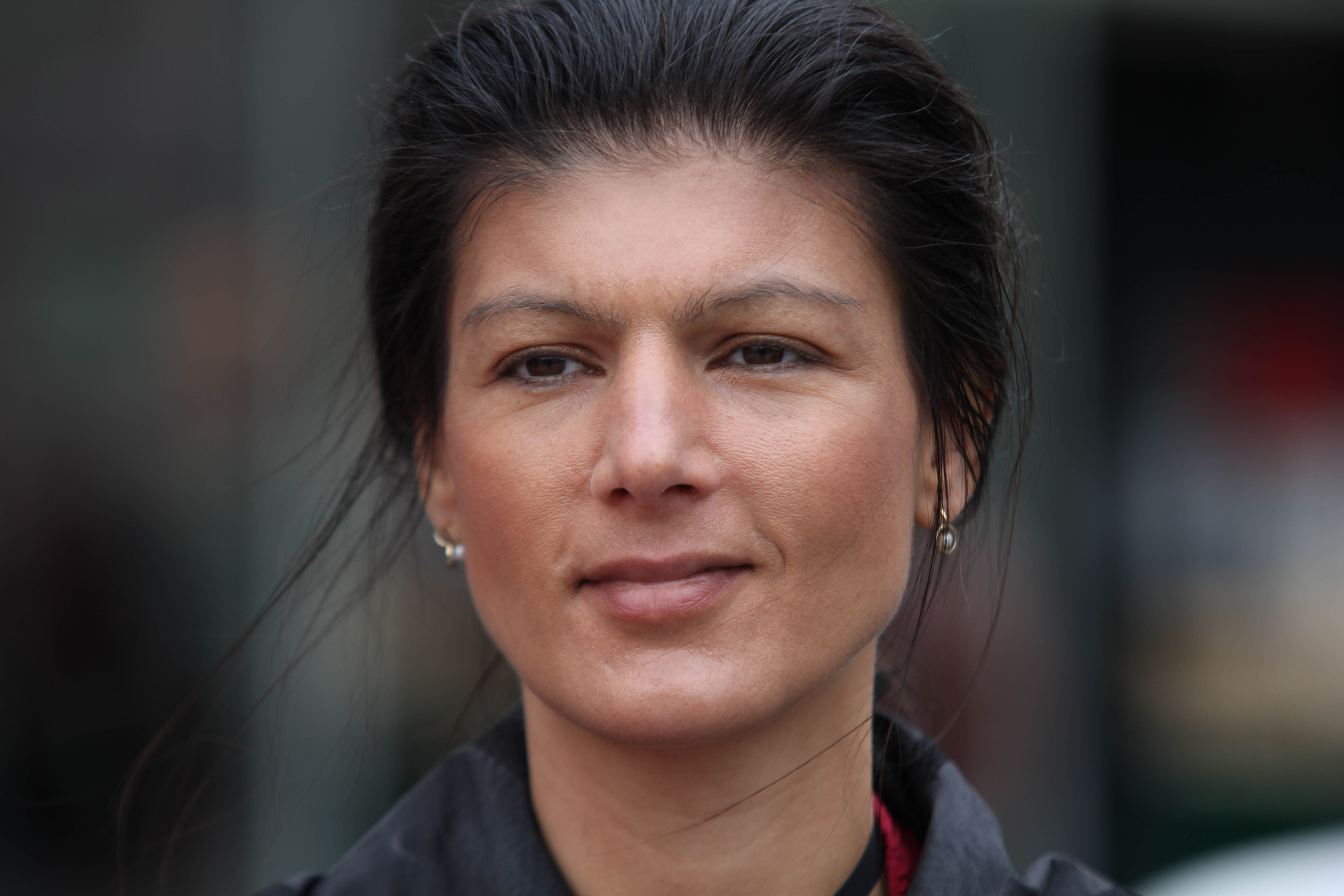
Сара Вагенкнехт у 2012 році

У 1997 році Ваґенкнехт вийшла заміж за журналіста, режисера і підприємця Ральфа Томаса Німаєра.
12 листопада 2011 року колишній голова СДПН Оскар Лафонтен публічно заявив, що вони із Сарою Ваґенкнехт «вже впродовж певного часу є близькими друзями». До цього моменту вони обоє вже жили окремо від своїх родин, хоча Німеєр і Ваґенкнехт залишилися друзями. Шлюб Ваґенкнехт із Німаєром був розірваний у березні 2013 року, а 21 березня 2015 року стало відомо, що ще до Різдва 2014 року Ваґенкнехт і Лафонтен таємно побралися.